# Paniowy
Paniowy (deutsch Groß Paniow) ist ein nordwestlicher Stadtteil mit einem Schulzenamt von Mikołów im Powiat Mikołowski der Woiwodschaft Schlesien in Polen.

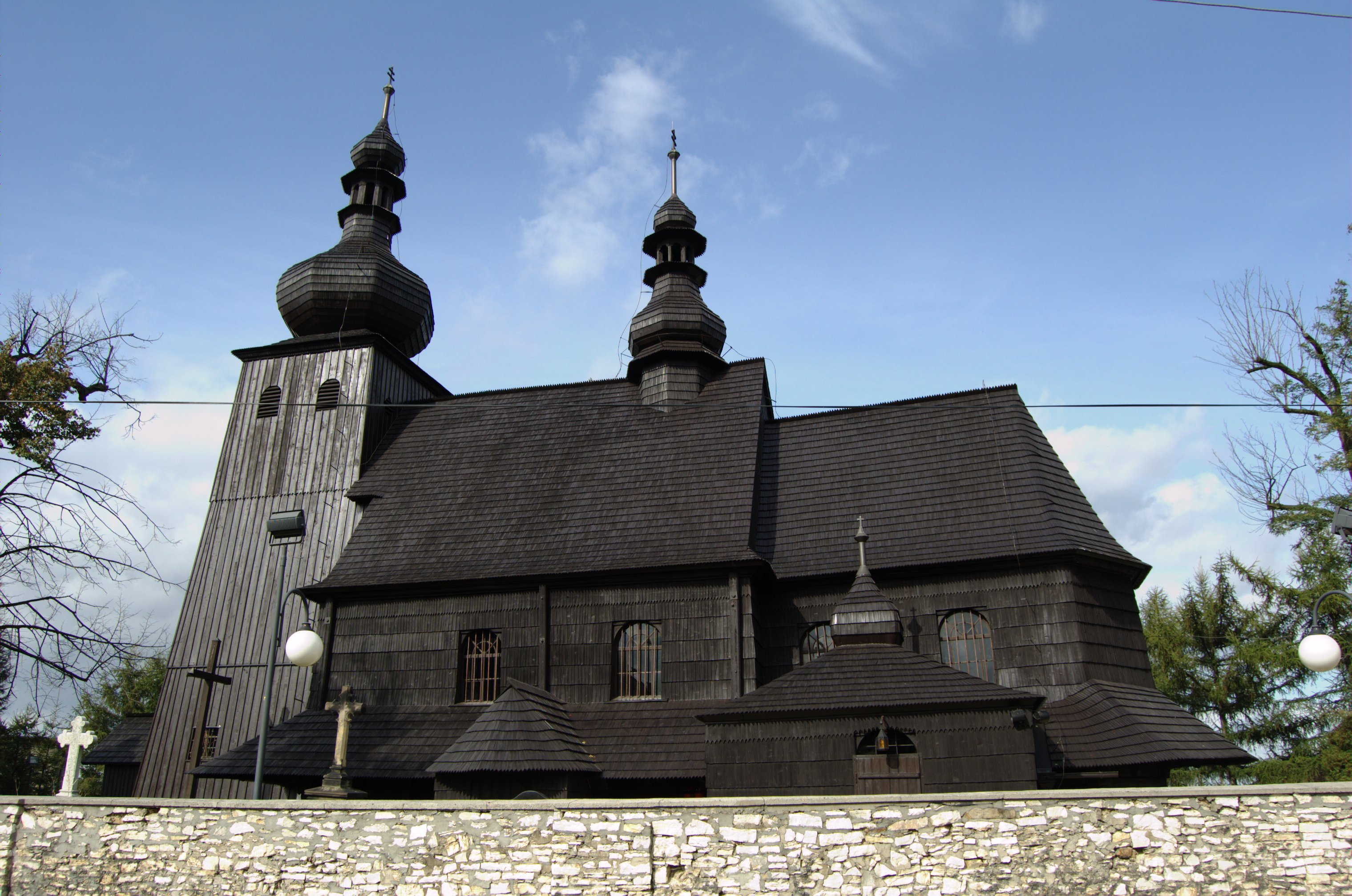
Holzkirche

## Geschichte
Der Ort wurde im Jahr 1282 erstmals urkundlich erwähnt, als es dem Piotr, Sohn des Gosław gehörte.
Die römisch-katholische Pfarrei entstand wahrscheinlich am Ende des 13. Jahrhunderts und wurde im Peterspfennigregister des Jahres 1326 im Dekanat Sławków (ab 1331 Bytom/Beuthen, im 15. Jahrhundert Sławków alias Bytom) des Bistums Krakau als Panow erstmals urkundlich erwähnt.
Der Ort liegt am westlichen Rand des Teilgebiets Oberschlesiens, das bis 1177/1178 zu Kleinpolen bzw. zum Herzogtum Krakau gehörte und dann zum Herzogtum Ratibor kam, das von den Schlesischen Piasten regiert wurde. Aus dieser Zeit stammt die bis 1821 bestehende Zugehörigkeit zum Bistum Krakau (danach im Bistum Breslau, ab 1925 im Bistum Katowice).
Das Herzogtum Oppeln-Ratibor wurde 1281 nach dem Tod von Wladislaus I. von Oppeln geteilt und schließlich befand sich Paniowy im Herzogtum Beuthen, ab 1370 im Besitz der Herzöge von Oels. Nach 1471, in der Zeit des ungarisch-böhmischen Krieges, wurde das Gebiet von Matthias Corvinus besetzt. Damals expandierte das Herzogtum Oppeln unter Johann II. wieder, dem letzten männlichen Nachkommen aus dem Oppelner Zweigs der Schlesischen Piasten.
Nach dem Tod des Königs Ludwig II. gelangte die Krone Böhmen und damit auch Schlesien 1526 an die Habsburger. Sie waren Landesherren von Schlesien in ihrer Eigenschaft als Könige von Böhmen. Nach dem Bericht der Visitation des Krakauer Archidiakons Krzysztof Kazimirski im Jahr 1598 war die Kirche im Besitz eines Wanderpriesters, wie auch im Jahr 1618, als es eine Filialkirche von Bujaków war. 1679 kam die bischöfliche Visitation aus Breslau, obwohl es noch zum Bistum Krakau gehörte. Die Filiale umfasste außer Groß Paniow nur Klein Paniow, heute Paniówki. 1757 wurde die heutige Holzkirche errichtet.
Nach dem Ersten Schlesischen Krieg und dem Vorfrieden von Breslau fiel Woschczytz mit dem größten Teil Schlesiens an Preußen. Ab 1873 gehörte es zum Kreis Hindenburg O.S., mit dem es bis 1922 verbunden blieb.
In der Volksabstimmung in Oberschlesien über die künftige Zugehörigkeit Oberschlesiens vom Jahre 1921 votierten 349 von 403 Wählern für Polen, 54 Stimmen votierten für Deutschland.
Nach der polnischen Annexion Ostoberschlesiens 1922 gehörte Paniowy zu Polen, zunächst im Powiat Rudzki, ab 1925 im Powiat Pszczyński. Unterbrochen wurde dies nur durch die Besetzung Polens durch die Wehrmacht im Zweiten Weltkrieg.
Nach 1945 gehörte es der Gromada Śmiłowice. 1975 wurde es nach die Stadt Mikołów in der Woiwodschaft Katowice eingemeindet.